# جود تايلور
جود تايلور (بالإنجليزية: Jud Taylor)‏ هو نقابي وكاتب سيناريو ومنتج تلفزيوني ومخرج وممثل أمريكي، ولد في 25 فبراير 1932 بنيويورك في الولايات المتحدة، وتوفي بنفس المكان في 6 أغسطس 2008.

## أعمال

### أفلام
- (1963) الهروب الكبير
- (2007) حرب تشارلي ويلسون

## وصلات خارجية
- جود تايلور على موقع IMDb (الإنجليزية)
- جود تايلور على موقع روتن توميتوز (الإنجليزية)
- جود تايلور على موقع ألو سيني (الفرنسية)
- جود تايلور على موقع أول موفي (الإنجليزية)
- جود تايلور على موقع قاعدة بيانات الأفلام السويدية (السويدية)
- جود تايلور على موقع قاعدة بيانات الفيلم (الإنجليزية)
- جود تايلور على موقع كينوبويسك (الروسية)